# Radio Bloemendaal
Radio Bloemendaal ist der Name eines in dem nordholländischen Dorf Bloemendaal vom Pfarrer auf der Mittelwellenfrequenz 1116 kHz betriebenen Radiosenders. Der 500 Watt starke Sender wird ausschließlich zur Übertragung von Predigten in Betrieb genommen.
Die Station ist legal, aber nicht Teil des nationalen Funksystems der Niederlande. Da der Sender im Mittelwellenbereich arbeitet, ist prinzipiell auch ein Empfang außerhalb der Niederlande möglich, gelingt aber wegen Störungen durch stärkere Sender nur selten.
Ab 1. Oktober 2018 sollen die Sendungen, die seit 1924 durchgeführt wurden, nicht mehr auf Mittelwelle ausgestrahlt werden. Sie werden nur noch im Internet zu hören sein.